# Francis Greville (5e comte de Warwick)
Pour les articles homonymes, voir Greville.
Francis Richard Charles Guy Greville, 5e comte de Warwick (9 février 1853 - 15 janvier 1924), appelé Lord Brooke jusqu'en 1893, est un homme politique conservateur britannique.

## Biographie
Il est le fils de George Greville (4e comte de Warwick), et de sa femme Anne, fille de Francis Wemyss-Charteris (9e comte de Wemyss), et fait ses études au Collège d'Eton et Christ Church, Oxford. Le 28 février 1874, il est nommé sous-lieutenant surnuméraire du Warwickshire Yeomanry. Il est nommé lieutenant adjoint du Warwickshire le 3 mars 1875 et promu capitaine dans la Yeomanry le 26 août 1876.
Il devient député pour Somerset East lors d'une élection partielle de 1879, poste qu'il occupe jusqu'en 1885. Il représente ensuite Colchester de 1888 à 1892. L'année suivante, il succède à son père et entre à la Chambre des lords.

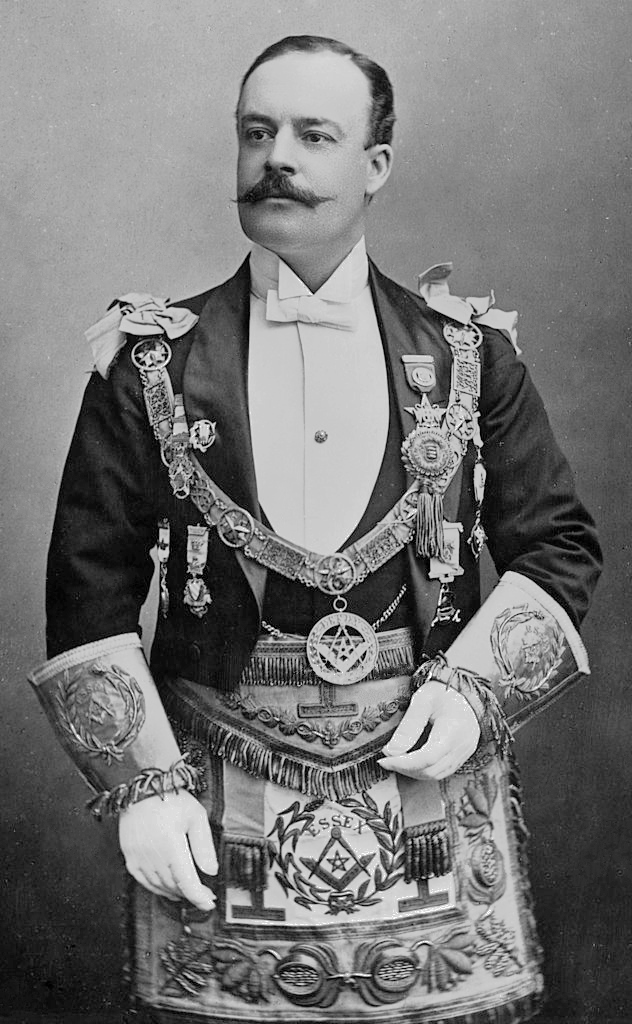
Le comte de Warwick portant des décors maçonniques en 1889.

En août 1901, il est nommé lord-lieutenant de l'Essex et occupe ce poste jusqu'en 1919. Il est nommé lieutenant-adjoint du comté le 8 juillet 1919. En novembre 1901, il est nommé colonel honoraire du nouveau Régiment Essex Imperial Yeomanry. À la fin de 1901, il est élu maire de Warwick pour l'année suivante.
Franc-maçon au sein de la Grande Loge unie d'Angleterre, il accède à la fonction de grand maître adjoint sous la grande maîtrise d'Albert Edward, prince de Galles, futur roi Édouard VII. Il est également initié dans l'Ancient Order of Druids et participe à la grande cérémonie qui se tint à Stonehenge en août 1905.
Lord Warwick épouse Frances Evelyn Maynard (10 décembre 1861 - 26 juillet 1938), fille de Charles Henry Maynard, en 1881. Ils ont cinq enfants :
- Leopold Greville (6e comte de Warwick) (10 septembre 1882 - 31 janvier 1928) ;
- Marjorie Blanche Eva Greville (25 octobre 1884 - 25 juillet 1964) mariée à Charles Duncombe (2e comte de Feversham) ;
- Charles Algernon Cromartie Greville (22 novembre 1885 - 28 mars 1887) ;
- Maynard Greville (21 mars 1898 - 21 février 1960) ;
- Mercy Greville (3 avril 1904 - 21 novembre 1968). Elle épouse d'abord Basil Dean et plus tard, en 1936, Patrick Gamble[3]

Les deux plus jeunes enfants auraient été engendrés par l'un des amants de la comtesse, le célibataire millionnaire Joseph Laycock (en) .
Francis Greville, 5e comte de Warwick meurt en janvier 1924, âgé de 70 ans, est enterré dans la collégiale Sainte-Marie de Warwick. Son fils aîné Léopold lui a succédé au comté. La comtesse de Warwick décède en juillet 1938, à l'âge de 76 ans.